# Pierre Barjot
Pour les articles homonymes, voir Barjot.
Pierre Emile Marie Barjot (13 octobre 1899 - 1er février 1960) est un officier de marine français.

## Biographie

### Seconde Guerre mondiale
Au début du conflit, le capitaine de vaisseau Pierre Barjot fait partie du service de renseignement de la Marine. En 1941, l'Intelligence Service le recrute ; il fait dès lors partie des agents du réseau Alliance, qui transmet ses informations aux Britanniques. Il porte le nom de code de « Pluton ». Arrêté par la police de Vichy en 1942, il est renvoyé à Alger au retour de Laval à la tête du gouvernement, et est dès lors séparé du réseau.

### Après-guerre
Amiral, il est commandant en chef des forces françaises au cours de l'expédition de Suez en 1956. Il est l’auteur de nombreux livres et articles sur l’aéronautique navale.

## Hommage
Une rue de sa ville natale du Blanc (Indre) porte son nom tandis qu'à Toulon, une cité a été nommée en son honneur. C'est également à Toulon qu'un monument a été érigé en sa mémoire.

## Distinctions
- Grand-croix de la Légion d'honneur (27 janvier 1960)[4]
- Croix de guerre 1939-1945
- Médaille de la Résistance française (20 octobre 1945)[5]
- Commandeur de l'ordre du Mérite maritime
- Médaille commémorative de Syrie-Cilicie

## Livres
- L’Aviation militaire française, Paris, éditions J. de Gigord, coll. « La France vivante » 3e édition, 1936
- Histoire de la guerre aéronavale, Paris, Flammarion, 1961
- Histoire mondiale de la marine, Paris, Hachette, 1961.